# Monte Pedroso
El Monte Pedroso es una montaña de 461 metros de altura, situada en el municipio de Santiago de Compostela, provincia de La Coruña, en la comunidad autónoma de Galicia, España.
Dista 3 kilómetros del centro urbano. Se accede al mismo a través de la calzada del Carme de Abaixo. Queda en el margen derecho del río Sarela, conservándose en la zona un puente de origen medieval. Cerca de la cumbre se conservan diversos petroglifos.

## Galería de imágenes

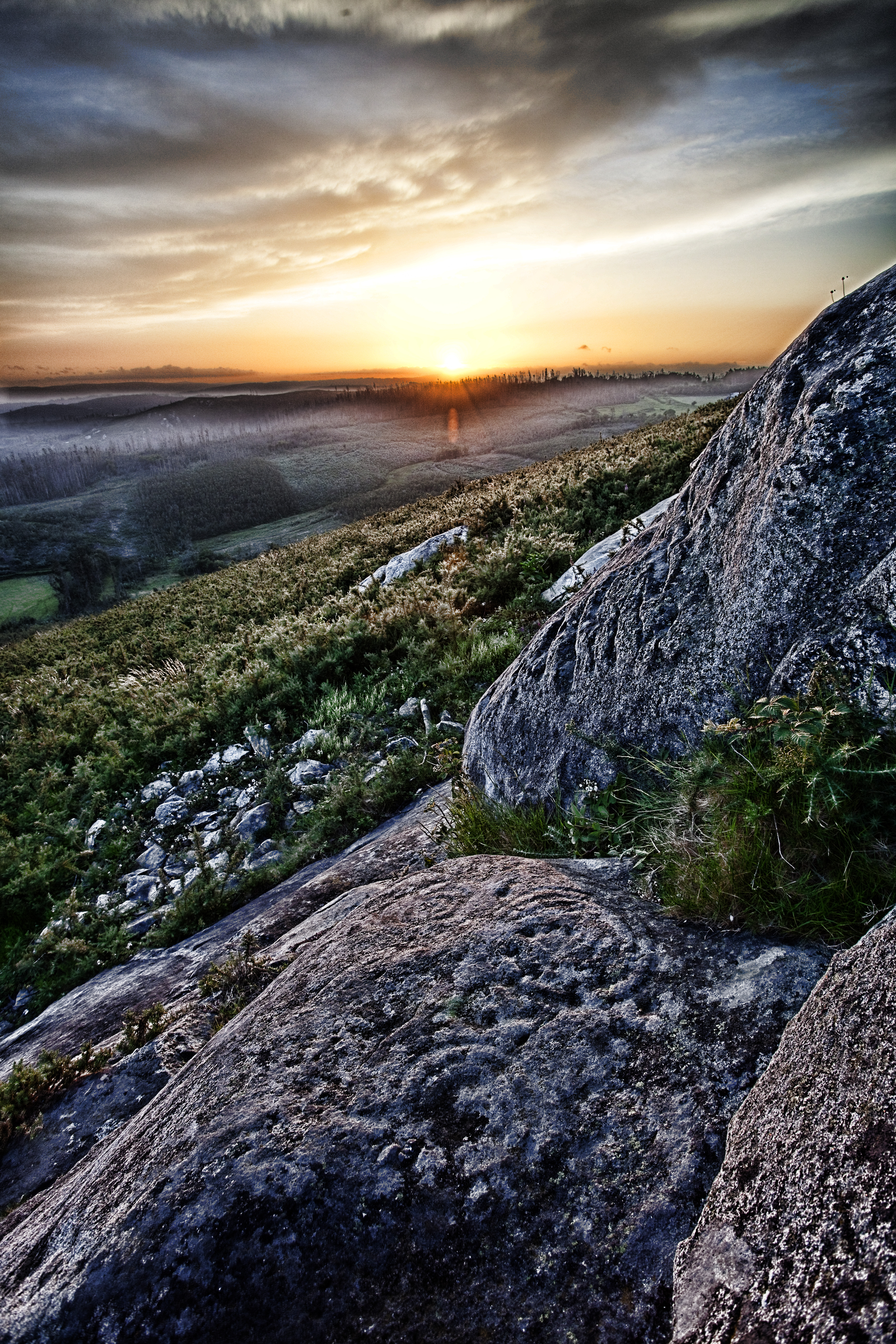
Petroglifo del Monte Pedroso.
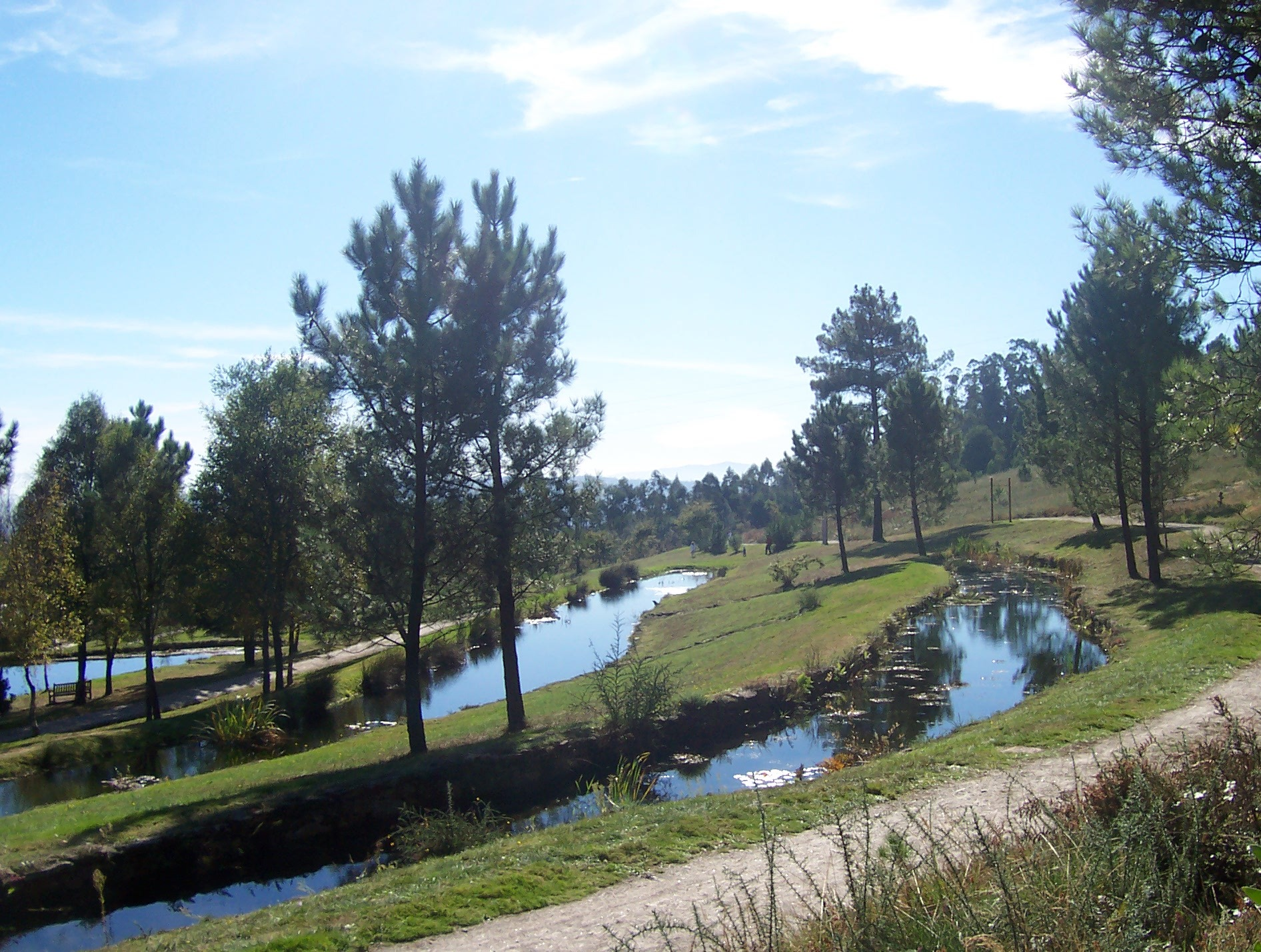
Granxa do Xesto en el Monte Pedroso.
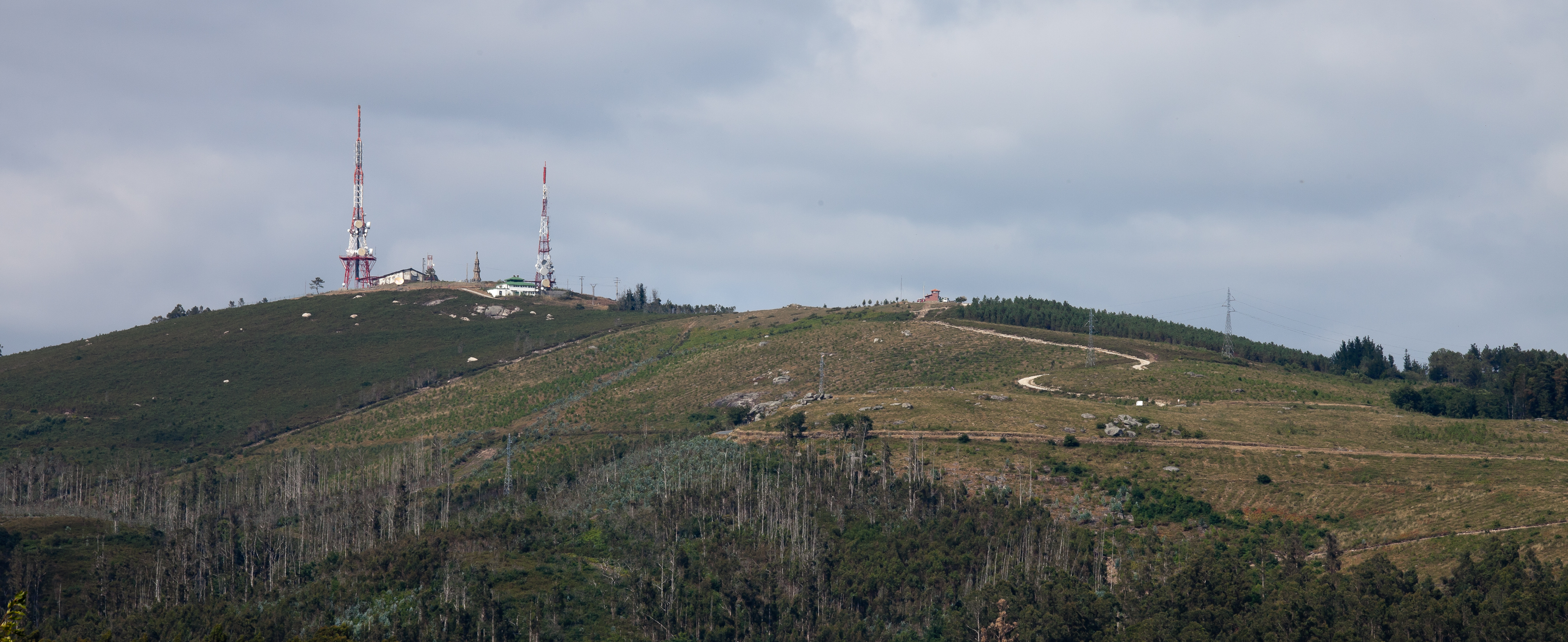
Cumbre del monte.